# Thomas Rauscher (Synchronsprecher)
Thomas Rauscher (* 28. September 1946 in Sankt Peter-Ording), auch Thomas Otto, ist ein deutscher Schauspieler und Synchronsprecher.

## Leben
Während des Bauingenieurstudiums wirkte Thomas Rauscher an dem von ihm mitgegründeten Studententheater mit. Nach Abschluss widmete er sich der Schauspielerei und trat in Theatern in Hannover, Celle, Ingolstadt und Bielefeld auf. Anschließend orientierte er sich um und zog nach München, um Baufinanzierungsseminare abzuhalten. Nach einiger Zeit begann Rauscher das Synchronsprechen an den Bavaria Filmstudios.
Zu seinen bekanntesten Synchronrollen gehören die des Hausmeister Willie in der Zeichentrickserie Die Simpsons und die des Yaxley in Harry Potter und die Heiligtümer des Todes – Teil 1.

## Synchronisation (Auswahl)

### Filme
- 2000: The Gift – Die dunkle Gabe – Gary Cole als David Duncan
- 2001: Donnie Darko – Holmes Osborne als Eddie Darko
- 2003: Der Herr der Ringe: Die Rückkehr des Königs – Lawrence Makoare als Hexenkönig/ Gothmog
- 2004: Das wandelnde Schloss – Akio Ōtsuka als König
- 2004: Bekenntnisse einer Highschool-Diva – Tom McCamus als Calum Cep
- 2009: Red Sands – J. K. Simmons als Lt. Col. Arson
- 2010: Harry Potter und die Heiligtümer des Todes – Teil 1 – Peter Mullan als Yaxley
- 2012: Breaking Dawn – Biss zum Ende der Nacht, Teil 2 – Wendell Pierce als J. Jenks
- 2015: Vacation – Wir sind die Griswolds – David Clennon als Co-Pilot Harry
- 2018: Geister der Weihnacht
- 2019: Cats – Ian McKellen als Gus der Theater-Kater
- 2020: 21 Bridges – Keith David als Deputy Chief Spencer
- 2024: Der Herr der Ringe: Die Schlacht der Rohirrim – Christopher Lee (Archiv) als Saruman der Weiße

### Serien
- 1992–2001: Beverly Hills, 90210 – Joe E. Tata als Nat Bussichio
- seit 1999: Die Simpsons – Dan Castellaneta als Hausmeister Willy (4. Stimme)
- 2002: Ranma ½ – Kenichi Ogata als Genma Saotome
- 2009: 90210 – Joe E. Tata als Nat Bussichio
- 2011–2012/2014–2016: Game of Thrones – Owen Teale als Alliser Thorne
- 2013–2015: Lilyhammer – Steven Van Zandt als Frank Tagliano
- 2019–2023: The Blacklist – Stacy Keach als Robert Vesco
- 2022: Das Buch von Boba Fett – Danny Trejo als Rancor-Trainer
- 2023: One Piece – Brashaad Mayweather als Patty
- seit 2023: Pokémon Horizonte: Die Serie – Shou Hayami als Gibeon
- 2024: Der Herr der Ringe: Die Ringe der Macht – Ciarán Hinds als Dunkler Istar

### Videospiele
- 2010: Bioshock 2 als Pfarrer Simon Wales
- 2013:  BioShock Infinite  als Zachary Hale Comstock
- 2022: Mario + Rabbids Sparks of Hope als Kapitän Orion[4]